# Rampur (Uttar Pradesh)
Rampur (Hindi: रामपुर; Urdu: رام پور) ist eine Stadt im nordindischen Bundesstaat Uttar Pradesh. Die Stadt ist bekannt für ihre historische und kulturelle Bibliothek, Raza Library. Die Stadt ist Verwaltungssitz des gleichnamigen Distrikt.
Rampur war Hauptstadt des ehemaligen gleichnamigen Fürstenstaates. Rampur besitzt heute als Stadt den Status eines Nagar Palika Parishad. Die Stadt ist in 43 Wards gegliedert.

## Lage
Rampur liegt in der nordindischen Ebene 25 km östlich von Moradabad. Die Stadt liegt 50 km westlich von Moradabad sowie 120 km östlich der Bundeshauptstadt Neu-Delhi. Der Fluss Kosi, ein linker Nebenfluss der Ramganga, fließt westlich der Stadt in südlicher Richtung.

## Verkehr
Die nationale Fernstraße NH 24 verbindet Rampur mit Moradabad und Bareilly. Die NH 87 führt von Rampur nach Rudrapur. Mit den drei Städten ist Rampur auch per Bahn verbunden.

## Bevölkerung
Bei der Volkszählung 2011 hatte Rampur 325.313 Einwohner, von denen sind 169,681 männlich und 155,632 weiblich sind. 62,25 % der Männer und 56,45 % der Frauen können lesen und schreiben. Auf 1000 Männer kommen 917 Frauen, unter den 0–6-Jährigen liegt der Wert bei 926 Mädchen pro 1000 Jungen. Insgesamt sind 12,15 % von Rampur Kinder unter 7 Jahre. 6,56 % der gesamten Bevölkerung wohnen in einer der 3.572 Slums von Rampur. 70,02 % der Einwohner sind Muslime, 28,46 % sind Hindus, 1,00 % sind Sikhs und der Rest sind Christen, Jains und Buddhisten.